# 후안 데 카르타헤나

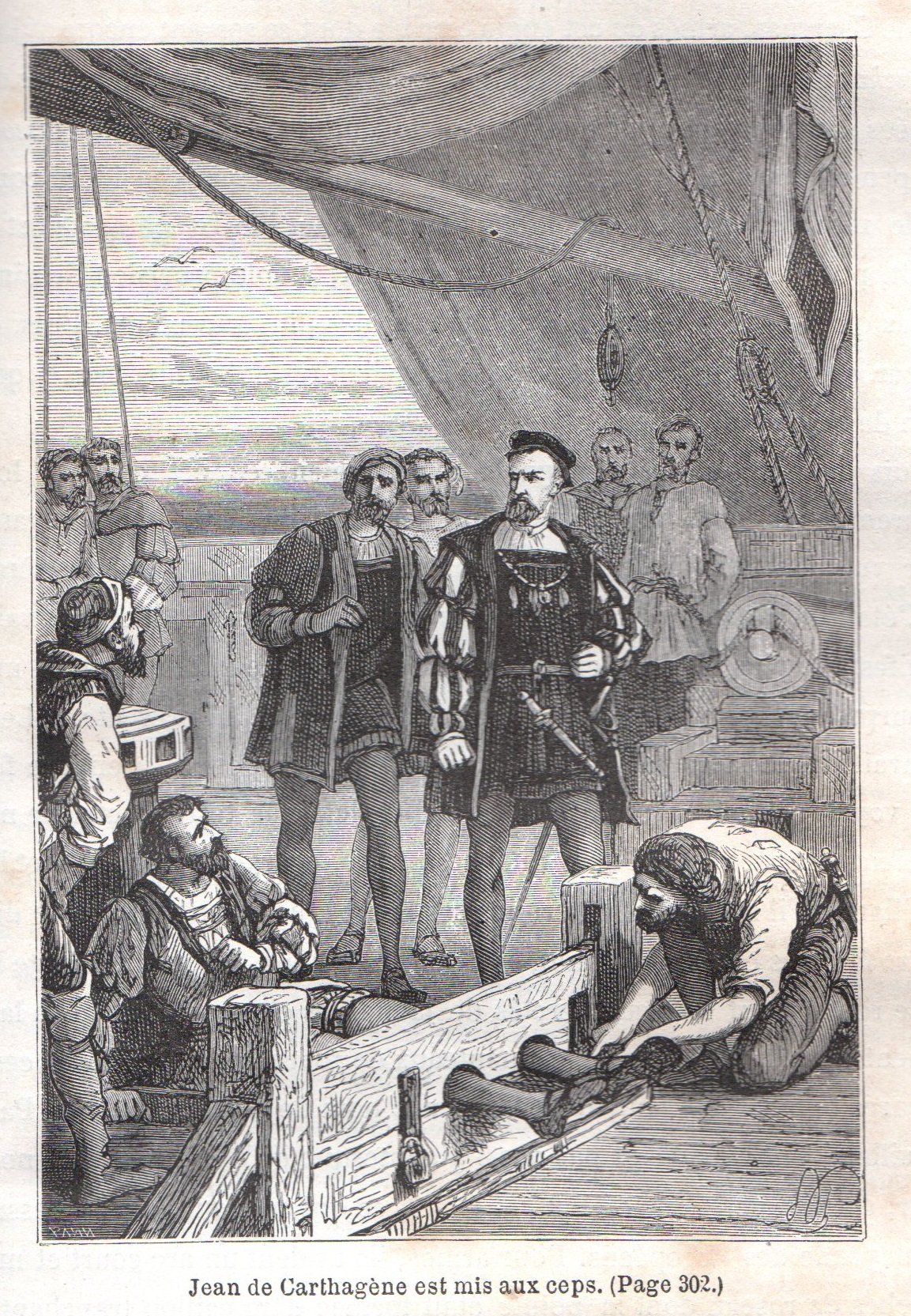

후안 데 카르타헤나(Juan de Cartagena, ~ ? )는 마젤란 탐험대의 일원으로, 페르디난드 마젤란에게 두 차례 반기를 들었다가 모두 진압되고 산프리앙에 유배당한다. 그의 말로는 알려져 있지 않지만, 파타고니아의 혹독한 기후에서 살아남을 수는 없었을 것이라 추측된다.

## 같이 보기
- 마젤란